# 藍木
藍木（1872年—1943年），又名藍永茂，傳統木造建築大木匠師、刻印師，籍貫廣東潮州大埔，長居臺灣澎湖媽宮。大正12年（1923年），藍木以40歲之齡主持澎湖天后宮重建工程聞名當世。代表作品有澎湖天后宮，媽宮三大甲頭廟之中的東甲北極殿與北甲北辰宮。根據祖籍推斷，藍木可能為客家人，或者通曉客家話。

## 生平
藍木出身紀錄有二：其一為引據台灣史學者許雪姬《續修澎湖縣志．人物志》紀錄：藍木自幼父母雙亡，為求自力更生，拜入匠門學藝，刻苦勤奮，後成為廣東潮汕一帶的知名匠師，藍木在大正5年（1916年）偕弟藍合移居澎湖，以起蓋民房與製作傢俱為業。其二則是舉辦2018年第十八屆澎湖學術研討會時，澎湖文史工作者陳英豪藉由閱覽藍木家族族譜，發表藍木自祖父輩便已移居澎湖之文史紀錄。
大正12年（1923年）澎湖天后宮重建事宜拍板定案後，出資的臺廈郊實業人員（宮方）著手尋找主持匠師之際，接獲北甲宮朱王爺的乩童神諭指示，遂藍木來出任大木匠師。大木匠師在傳統木造建築中，負責樑柱、枋架、楹桷、斗栱等「大木作」的設計與施工，堪稱建築的「總工程師」，在宮廟建造中可謂至關重要的角色。
儘管當時藍木在傢俱製作的手藝固然已冠絕全澎，但在主持澎湖天后宮修建之前，藍木僅有過主持北甲北辰宮的經驗而已。臺廈郊諸紳遂又延請莊榮（敬稱「莊榮司」）襄助，又與朱進、鑿花匠師蘇水欽與黃良、彩繪匠師朱錫甘與陳玉峰等攜手，眾匠師通力合作，直到大正14年（1925年）澎湖天后宮順利竣工為止。
昭和二年（1927年），藍木又主導東甲北極殿的大木作工程，亦延續潮州匠派的風格。
藍木多才多藝，除了宮廟修建之外，包括書法、匾額以及印章等雕刻在日治時期皆是澎湖一絕，亦經營印刷為業，其印刷廠仍位於澎湖馬公市，由藍木後代子孫營業迄今。

## 作品

### 北甲北辰宮
藍木擔綱大木匠師主持的首座廟宇。1981年被拆除重建，今已改成兩層式的水泥建築。

### 澎湖天后宮
臺灣傳統建築學者李乾朗認為藍木在澎湖天后宮的工法不僅十分精緻，且風格獨具，甚至成為其他地區匠師仿效的對象：
不但對於澎湖，且可與臺灣本島其他匠派作品相提並論。他的木結構特色很多，例如門楣上喜加塊狀雕刻之墊木，彎松雕得很剔透，有如匾額。另外，他的吊桶大而吊柱小，由喜作方柱。更有趣的是，他在排樓面上的彎松及連栱，當深接封柱時又增加斗，且成半顆斗狀，這種做法，即成為澎湖匠派之明顯特色。
 — 李乾朗著，《臺灣傳統建築匠藝五輯．匠師訪談專輯》，頁76。

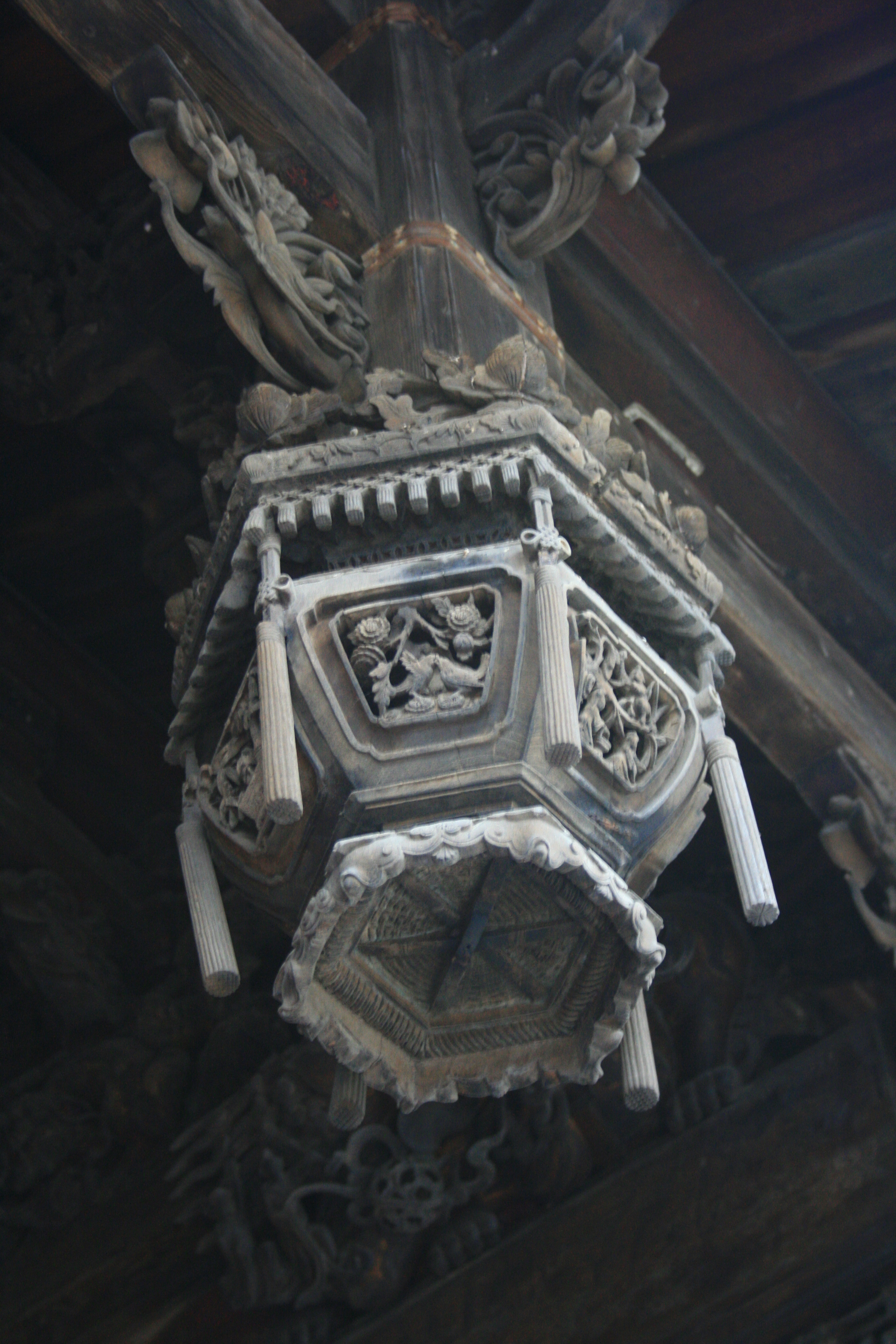
垂花吊筒
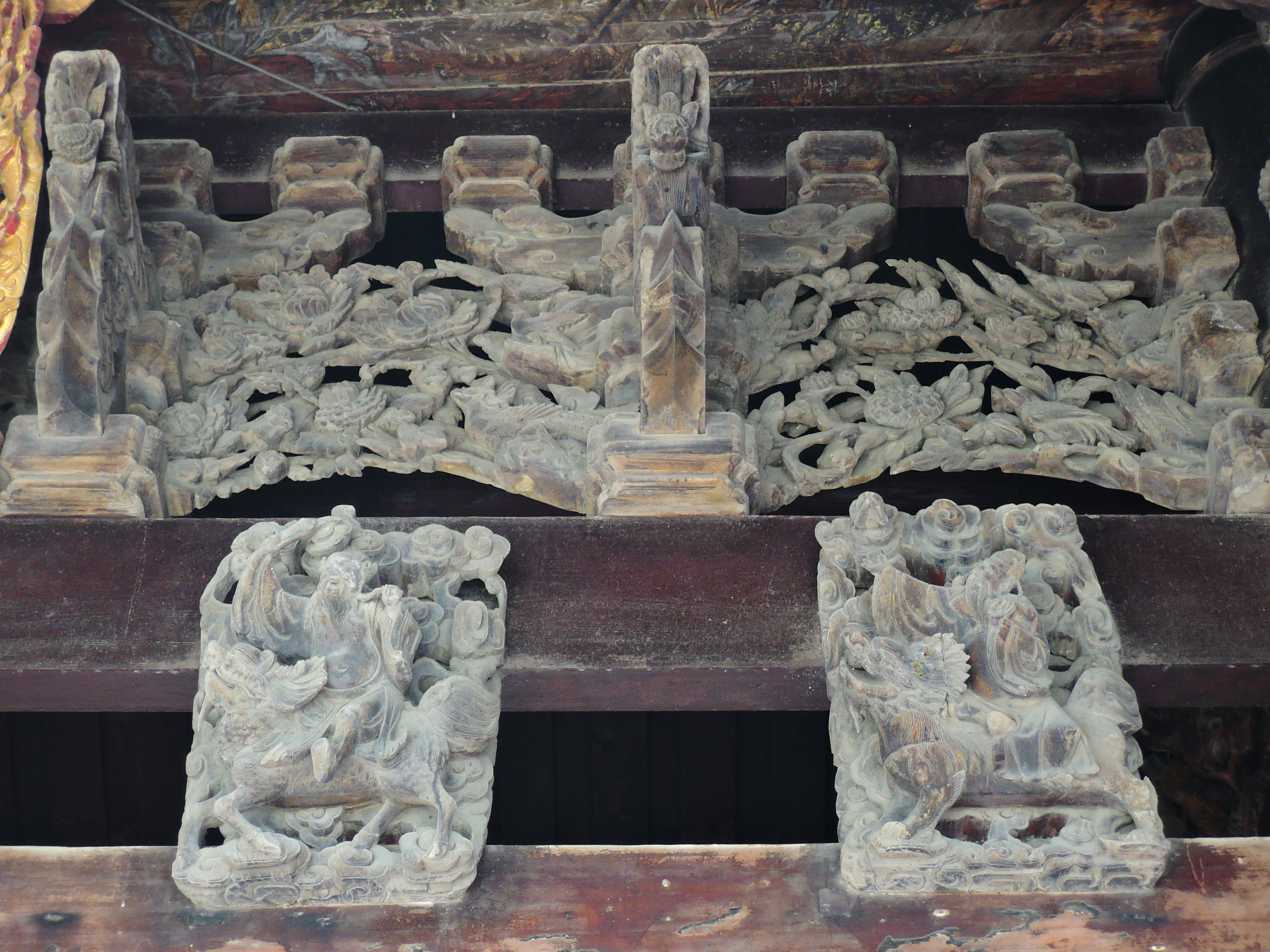
大楣木雕
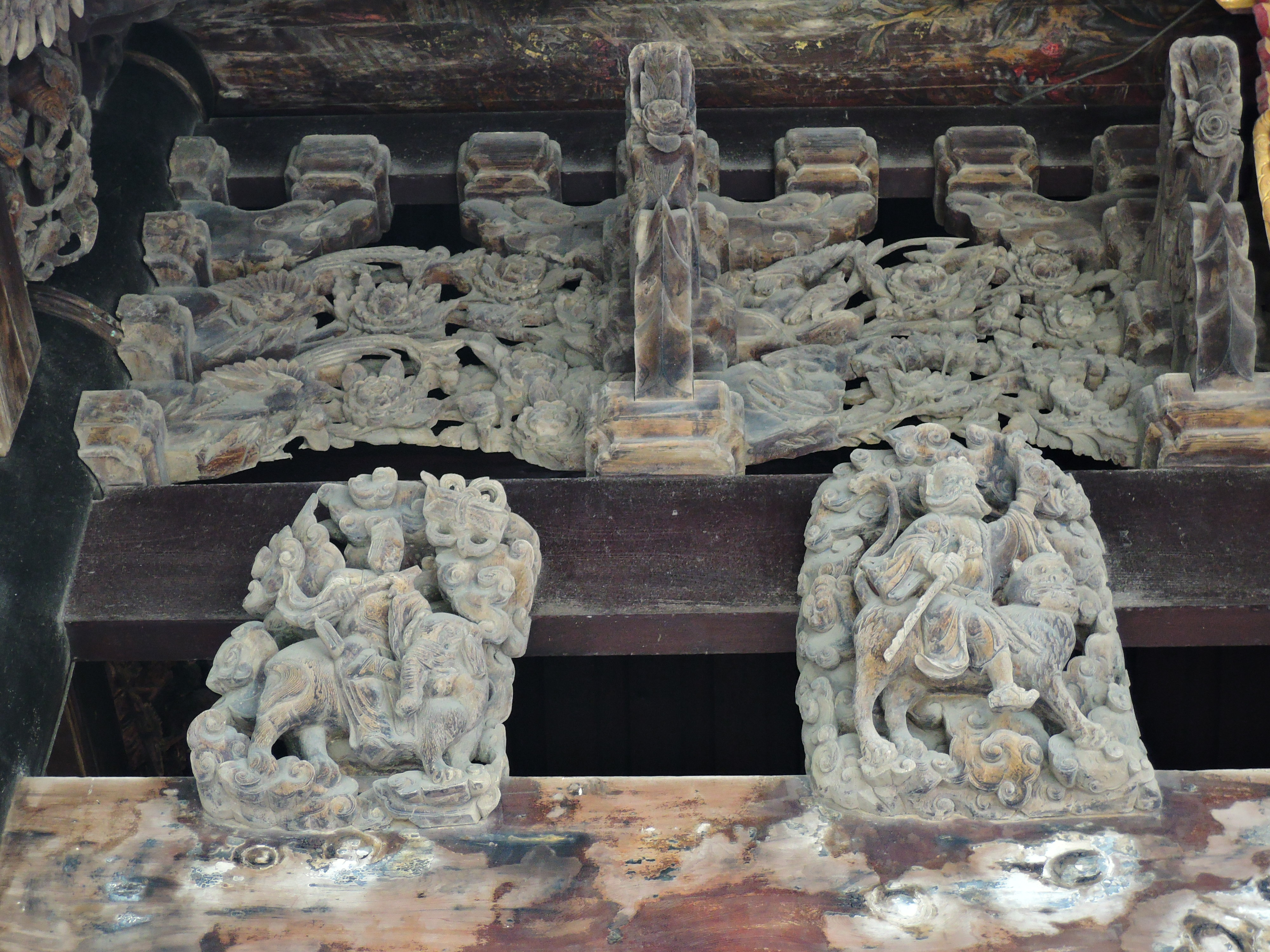
大楣木雕
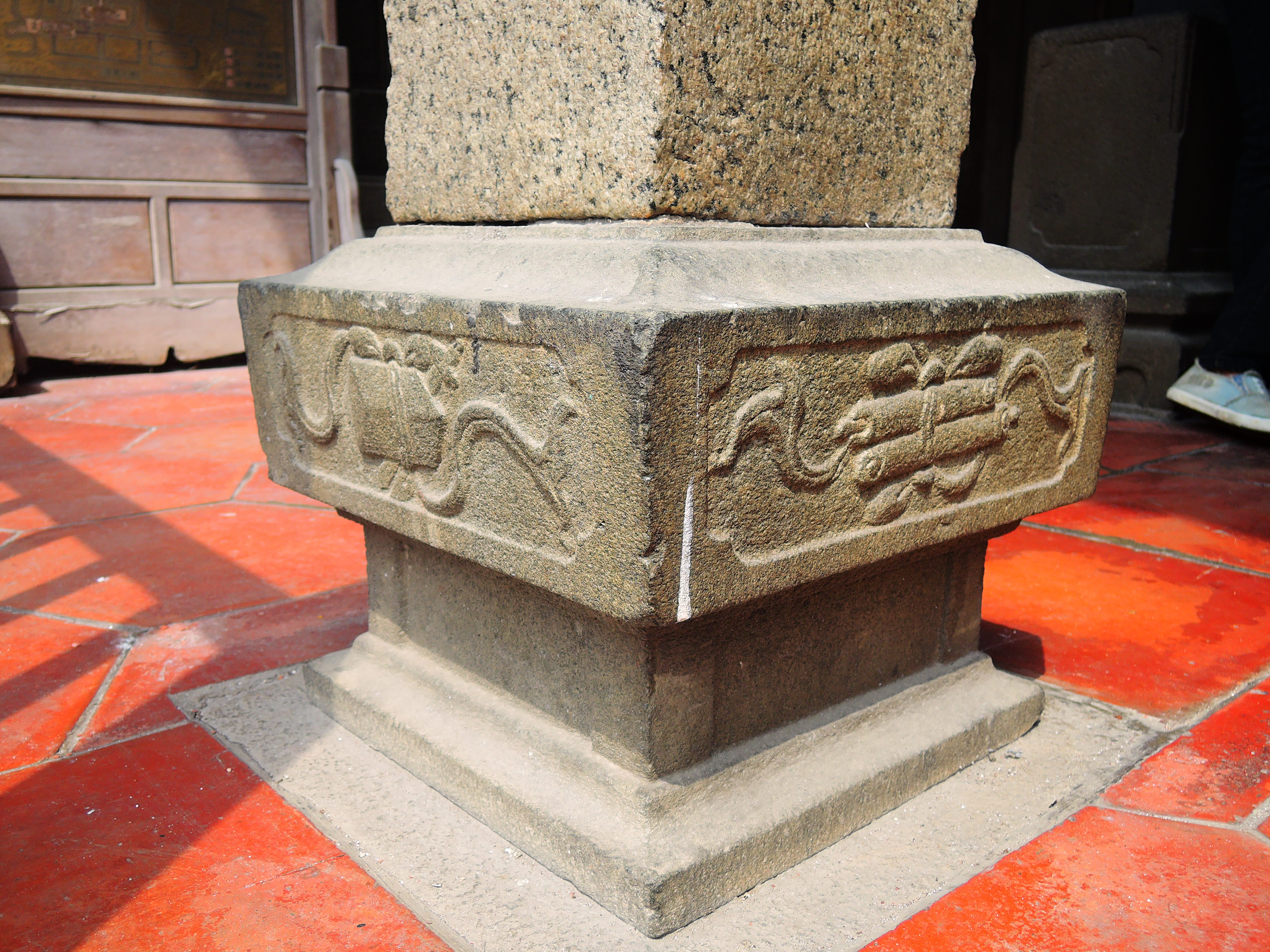
方柱柱珠
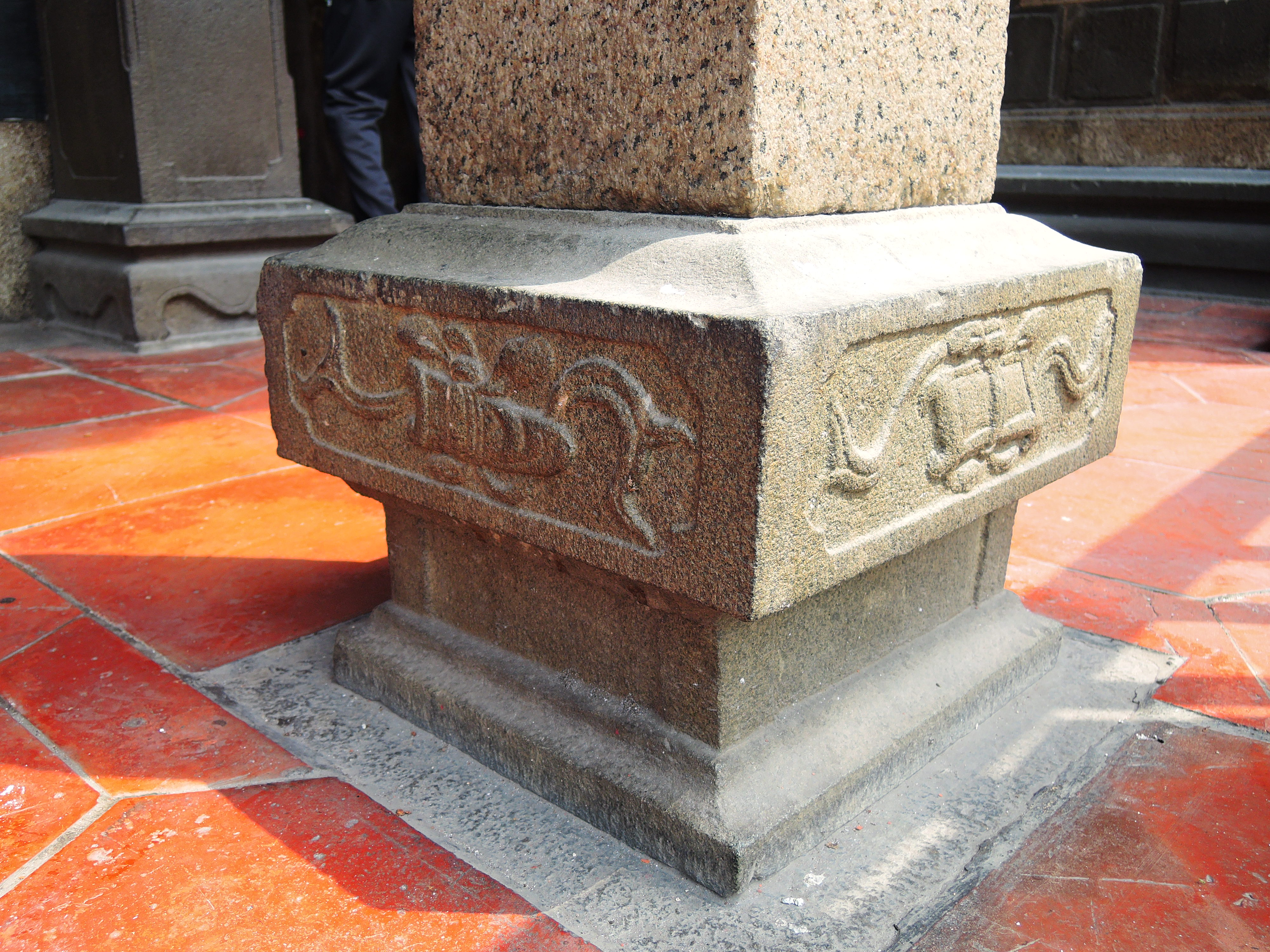
方柱柱珠

### 東甲北極殿
藍木在昭和二年（1927年）應聘主持東甲北極殿修建。不過北極殿在第二次世界大戰期間，遭遇盟軍轟炸媽宮澳，廟身受損嚴重，藍木作品多已毀壞。民國35年（1946年），東甲北極殿重啟整修，藍木已先於昭和18年（1943年）過世，大木匠師一職改由藍木之徒陳六甲擔綱。民國91年（2002年），東甲北極殿被公告為縣級「歷史建築」。
東甲北極殿另藏「藍木製銅鑄宣爐」，文化部文化資產局公告其為「古物」，上刻有「大正壬戌年孟秋鑄」、「炉下弟子藍木敬献」及「辛酉澎湖藍木工場製」等落款。